# Xã Delaware, Quận Ripley, Indiana
Xã Delaware (tiếng Anh: Delaware Township) là một xã thuộc quận Ripley, tiểu bang Indiana, Hoa Kỳ. Năm 2010, dân số của xã này là 1.437 người.